# Журавська Олена Василівна
Журавська Олена Василівна — суддя Деснянського районного суду Києва.

## Життєпис
2000—2002 — помічниця прокурора Дарницького району Києва, 2002—2007 — старша помічниця там же.
2007—2008 — прокурор відділу участі прокурорів при розгляді справ Апеляційним судом Києва управління підтримання державного обвинувачення Прокуратури Києва. З серпня 2008 року працює суддею Деснянського районного суду Києва.
2013—2014 року, під час Революції гідності, Журавська засуджувала протестувальників. Зокрема, вона засудила до ув'язнення 19-річного протестувальника Сергія Мартинюка, затриманого 23.01.2014 поліціянтами на вулиці Інститутській. За словами судді, він побив спецпризначенців із Беркуту. Як свідчив прокурор, хлопець побив понад 100 поліціянтів, як докази злочинів Журавська розглядала «каску й кофту».
Того ж року Журавська позбавила на три місяці водійських прав О. Сємак, учасника поїздки Автомайдану до Межигір'я. Журавська розглядала справу за відсутності підозрюваного, у матеріалах справи не було вказано прізвище інспектора ДАІ, що виписував протокол. Згодом Журавська стверджувала, що «не здогадувалась», що дана справа стосувалася Революції гідності. Так, у декларації доброчеснсоті за 2016 рік Олена вказала, що не ухвалювала рішень щодо учасників масових акцій протесту.
2018 року Журавська успішно пройшла кваліфікаційне оцінювання на оцінку «доброчесності». Журавська є потенційним кандидатом у члени конкурсної комісії, яка буде обирати Вищу кваліфікаційну комісію суддів. З 2021 року — член Ради суддів України. У серпні 2022 року Журавська та Володимир Петренко зняли кандидатури з конкурсу до Вищої ради правосуддя.

## Родина
- Берікашвілі Заза Важаєвич — чоловік, прокурор із нагляду за додержанням законів у природоохоронній сфері Київської прокуратури, з 2017 року декларує лише пенсію до 200 тисю грн на рік. Колишній помічник проросійського нардепа від Партії регіонів в ВРУ VII скл. Геннадія Васильєва, що деякий часбув генпрокурором за часів правління Кучми.[8]
- Матір Журавська Світлана Олександрівна — безробітна, що воложіє земельною ділянкою під Києвом та на Хмельниччині та двома квартирами на Хмельниччині[9]
- Троє дітей